# Карлтон (Канзас)
Карлтон (енгл. Carlton) град је у америчкој савезној држави Канзас.

## Демографија
По попису из 2010. године број становника је 42, што је 4 (10,5%) становника више него 2000. године.
| Група             | 2000.       | 2010.       |
| Белци             | 38 (100,0%) | 42 (100,0%) |
| Афроамериканци    | 0 (0,0%)    | 0 (0,0%)    |
| Азијати           | 0 (0,0%)    | 0 (0,0%)    |
| Хиспаноамериканци | 0 (0,0%)    | 0 (0,0%)    |
| Укупно            | 38          | 42          |